# نیکلاس رابوئل
نیکلاس رابوئل (انگلیسی: Nicolas Rabuel؛ زادهٔ ۱۵ ژانویهٔ ۱۹۷۸) بازیکن فوتبال سابق اهل فرانسه است.
از باشگاه‌هایی که در آن بازی کرده‌است می‌توان به باشگاه فوتبال نانسی، باشگاه فوتبال نیم المپیک، باشگاه فوتبال المپیک لیون، و باشگاه فوتبال کن اشاره کرد.